# Assurance obsèques
 (août 2013).
Si vous disposez d'ouvrages ou d'articles de référence ou si vous connaissez des sites web de qualité traitant du thème abordé ici, merci de compléter l'article en donnant les références utiles à sa vérifiabilité et en les liant à la section « Notes et références ».
L'assurance obsèques est un dispositif chargé d'assurer les proches d’un individu face aux risques financiers d’un décès ; ainsi un capital est versé par l’organisme assureur après 48h de la réception des pièces justificatives du décès.
Un système d'assurance obsèques peut être géré par un courtier d’assurance, délégué par des compagnies spécialisées en prestations funèbres.
Le fonctionnement, comme toutes les assurances, est basé sur la mutualisation du risque : chaque personne cotise, en échange de quoi elle est sure d’avoir un montant fixé en cas d’un dommage (décès dans le cas échéant).
Concernant un système d'assurance obsèques, le capital décès payé pour l'assuré ne suit pas forcément les règles de l'assurance pure ; c’est-à-dire que le décès n’est pas un simple risque puis qu’il surviendra inéluctablement.
L'assurance obsèques se distingue de l'assurance décès (ou garantie décès), qui permet de laisser un capital à ses proches (mais pas forcément pour le financement des obsèques) et de l'assurance vie, qui consiste à verser une épargne sous forme de rente ou de capital si l'assuré est en vie à l'échéance du contrat.

## Histoire de l'assurance obsèques
Les assurances obsèques sont longtemps restées hors la loi : la Grande ordonnance de la marine les considère comme « réprouvées et contre les bonnes mœurs » (Livre III Chapitre VI Article X) car elles peuvent faire convoiter la mort de l’assuré. Sous l’empire britannique, elles ont existé sous forme de gageure, ce qui ralentissait leur diffusion, car elles sont douteuses et source d’indignation. En France, une Compagnie royale d’assurance vie est créée en 1787, mais elle est éphémère ; il faut attendre un arrêt du Conseil d'état de 1818 pour autoriser finalement l'assurance-décès.

## Législation
Les contrats obsèques sont encadrés par la loi Sueur datant du 9 décembre 2004 ; cette loi oblige au prestataire funéraire de préciser la totalité des prestations garanties et non garanties par le contrat. Aussi, elle garantie au souscripteur de pouvoir changer à tout moment certaines prestations choisies le jour de la signature (nom du bénéficiaire désigné, sépulture, organisation des funérailles, inhumation ou crémation). Il n'est légalement pas possible pour l'opérateur funéraire de refuser ces modifications à l'assuré.

## Intervenants
1. Le souscripteur : personne physique souscrivant le contrat d’assurance obsèques directement auprès d’une compagnie d’assurance pour garantir la formation d’un capital décès versable aux bénéficiaires choisis par ses propres soins (famille ou pompes funèbres)
2. L'assuré : c'est la personne sur laquelle repose le risque (décès). Elle peut être le souscripteur même dans le cas échéant
3. Le bénéficiaire : à la suite du décès, le bénéficiaire est celui qui a été désigné par le souscripteur. Il peut être désigné directement (nom, prénom ou raison sociale en cas de prestataire funéraire) ou indirectement (le conjoint, les enfants, etc.).
4. L'assureur : il s’engage à verser le capital décès constitué à l’issue du décès de l’assuré après
5. Le courtier : intermédiaire entre l'assureur et le souscripteur lorsque le contrat n'est pas commercialisé en direct

## Modèles d'assurance obsèques
L'assurance obsèques peut prendre deux formes différentes :
- soit il s'agit simplement d'un contrat de financement ("contrat en capital") : l’assuré cotise pour que l’assureur procède au versement d’un capital constitué, en cas de décès, destiné à sa famille ou à une société de pompes funèbres choisie
- soit il est question d’un contrat en prestations : il consiste à préciser dès le départ l’ensemble des services et de traitements par lesquels le corps du décédé passera (embaumement, cérémonie, enterrement, crémation, etc.)

En contrepartie de la couverture du risque, le souscripteur s'acquitte du versement d'une cotisation à l'assureur, soit en une seule fois, soit en primes mensuelles ou trimestrielles, soit en primes viagères (cotisations moins importantes pour l'assuré, mais jusqu'à la mort de celui-ci).